# Vincent Jeanne
Pour les articles homonymes, voir Jeanne.
Vincent Jeanne, né le 31 mai 1991 à Harfleur, est un patineur de vitesse sur piste courte français.

## Carrière
Vincent Jeanne est médaillé de bronze à l'Universiade d'hiver de 2011 sur le relais 5 000 mètres. Champion de France sur 1 000 mètres en 2016, il est médaillé de bronze au classement général des Championnats d'Europe de patinage de vitesse sur piste courte 2016 à Sotchi.